# 肖蒙 (谢尔省)
肖蒙（法語：Chaumont，法語發音：[ʃomɔ̃] ⓘ）是法国谢尔省的一个市镇，属于圣阿芒蒙龙区。

## 地理
肖蒙（46°50'41"N, 2°45'11"E）面积2.11 平方千米，位于法国中央-卢瓦尔河谷大区谢尔省，该省份为法国中部省份，北起卢瓦雷省，西接卢瓦-谢尔省和安德尔省，南至克勒兹省，东南接阿列省，东临涅夫勒省。
与肖蒙接壤的市镇（或旧市镇、城区）包括：巴讷贡、布莱、沙利瓦米隆、日瓦尔东、讷伊昂丹。

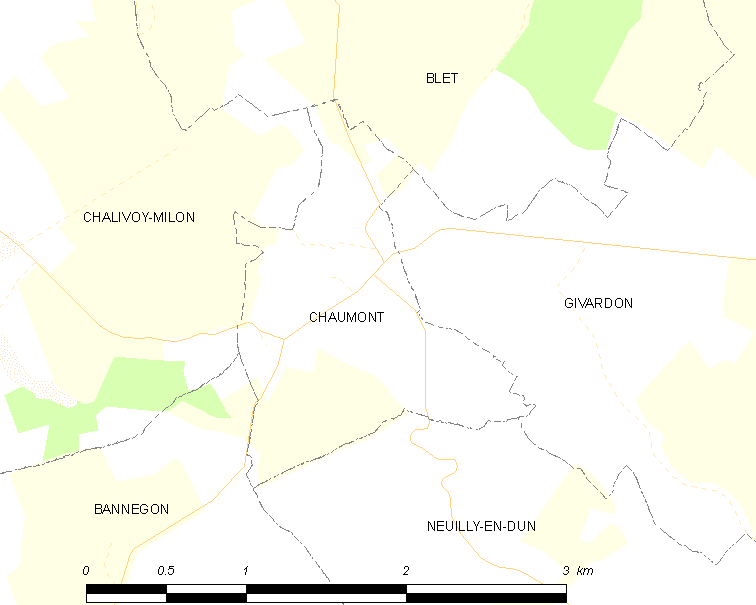
的OSM定位图

肖蒙的时区为UTC+01:00、UTC+02:00（夏令时）。

## 行政
肖蒙的邮政编码为18350，INSEE市镇编码为18060。

## 政治
肖蒙所属的省级选区为欧龙河畔丹县。

## 人口

1962-2008年间人口变化图示

肖蒙于2022年1月1日时的人口数量为46人。